# Opius taddei
Opius taddei är en stekelart som beskrevs av Maximilian Fischer 1972. Opius taddei ingår i släktet Opius och familjen bracksteklar. Inga underarter finns listade i Catalogue of Life.